# Ос-де-Хака
Ос-де-Хака (ісп. Hoz de Jaca, араг. Oz de  de Tena) — муніципалітет в Іспанії, у складі автономної спільноти Арагон, у провінції Уеска. Населення — 70 осіб (2009).
Муніципалітет розташований на відстані близько 380 км на північний схід від Мадрида, 60 км на північ від Уески.

## Демографія
Динаміка населення (INE ):

## Галерея зображень

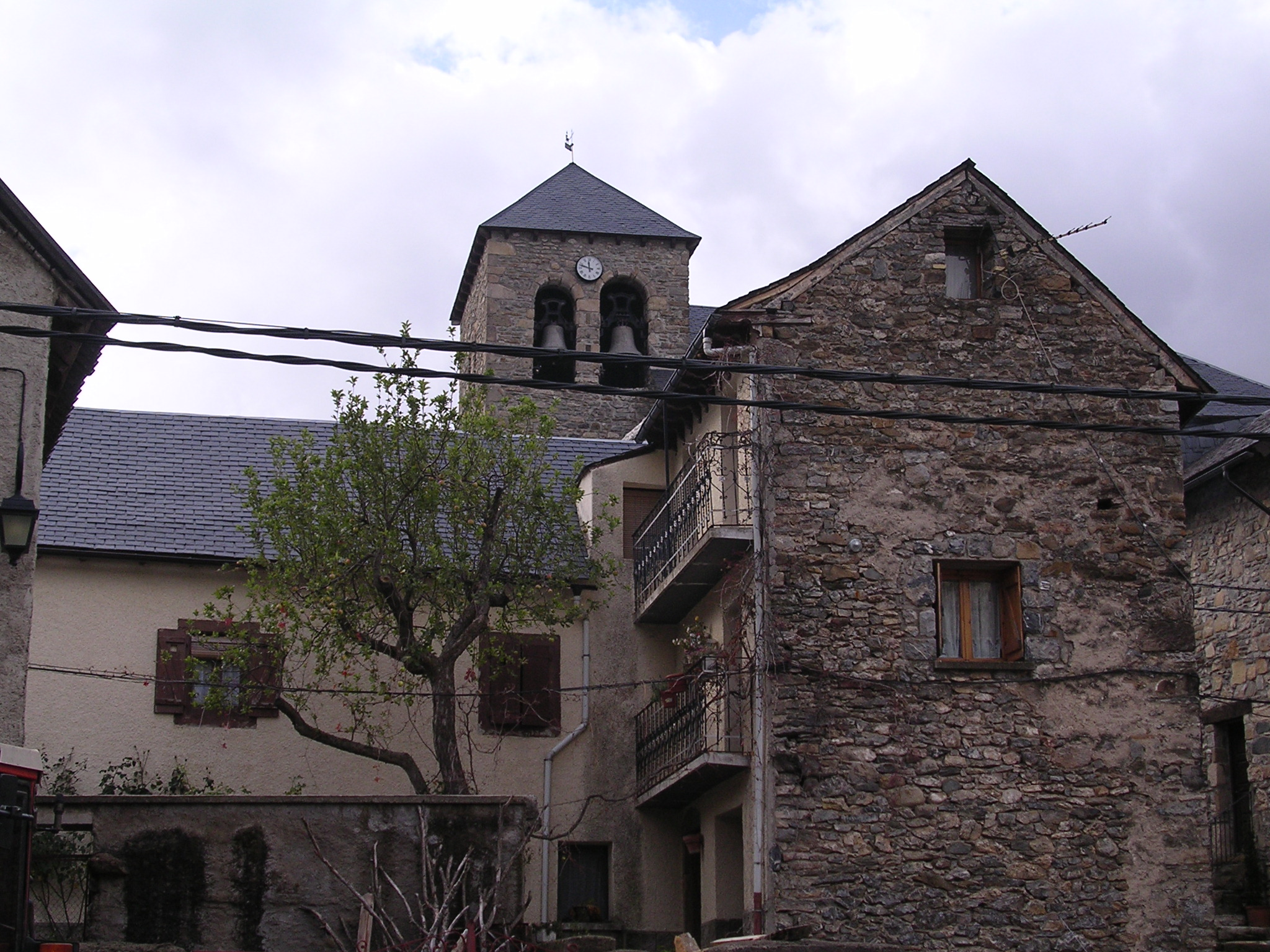
Церква Лос-Сантос-Реєс-і-Сан-Лоренсо